# HD 4113 b
HD 4113 b és un exoplaneta de tipus jovià situat aproximadament 144 anys llum en la constel·lació de l'Escultor, orbitant l'estrella HD 4113. Aquest planeta té una excentricitat orbital elevada, orbitant en un període de 527 dies a 1,28 ua de la seva estrella.